# مغلاق (رخويات)
المِغلاق هو كل جزء مفصلي من قشرة الرخويات أو الحيوانات الأخرى متعدد الأصداف مثل عضديات الأرجل وبعض القشريات.